# João Nepomuceno de Macedo
João Nepomuceno de Macedo (Chamusca, 25 de Maio de 1825 - Chamusca, 15 de julho de 1895) foi um político português. Foi deputado entre 1861 e 1865, no período da Regeneração. Era filho do brigadeiro João Nepomuceno de Macedo, primeiro barão de São Cosme, e de Josefa Castanheda de Moura. Casou a 30 de Setembro de 1843 com Maria do Carmo de Sousa Girão, de quem teve uma filha, D. Josefa Henriqueta Girão de Macedo, segunda baronesa de São Cosme.